# Chandos Anthems
Chandos Anthems heißt eine Sammlung von elf Kantaten, die der Komponist Georg Friedrich Händel in den Jahren 1717 und 1718 auf dem Schloss Cannons des Herzogs von Chandos James Brydges schrieb.

## Entstehung
Warum Händel, der damals bereits ein bekannter Opernkomponist in London war, eine Anstellung als residence composer (etwa „Hauskomponist“) in Cannons annahm, ist nicht genau bekannt. Jedenfalls fand er dort in Brydges einen ihm wohlgesonnenen Mäzen sowie eine funktionierende Hofkapelle mit Instrumentalisten und Chorleuten vor, mit denen er seine Werke einstudieren und aufführen konnte. Die Zeit auf Cannons gilt als Experimentierzeit und eine der „fruchtbarsten Epochen seines Lebens“, viele der dort entstandenen Werke hat er später umgearbeitet oder in andere Werke eingebaut.

## Text und Musik
Die Texte der Chandos Anthems sind alle dem alttestamentlichen Buch der Psalmen entnommen. Als Vorlage diente das Book of Common Prayer bzw. im Falle des 2. und 9. Anthems Nahum Tates und Nicolas Bradys metrische Psalmenübertragung A New Version of the Psalms of David. Auffällig in der Orchestrierung ist das Fehlen der Bratschen (wohl weil Händel keine Bratschisten auf Cannons vorfand) sowie im Chor das Fehlen der Altstimmen in den Anthems 1 bis 6. Jedes Anthem außer Nr. 9 beginnt mit einer instrumentalen Einleitung (Sonata oder Sinfonia, langsam – schnell), daran schließen sich fünf bis acht Sätze für Chor und Solisten an. Die Orchestrierung ist eher sparsam: Zu den Streichern treten eine Oboe, ein Fagott und zwei Blockflöten in den Anthems 8 und 10. Trotz der Reduzierung bei Stimmen und Instrumenten „repräsentieren [die Anthems] in ihrer geradezu augusteischen Kraft und Würde auf treffliche Weise den selbstbewussten und hedonistischen Geist ihrer Epoche“ und lassen etwas von der Prachtentfaltung auf Cannons und dem Selbstbewusstsein des barocken Schlossherrn ahnen.

## Übersicht
| Nr. | HWV  | Titel                                 | verwendete Psalmen             | Aufführungsdauer | Partitur auf ISMLP |
| --- | ---- | ------------------------------------- | ------------------------------ | ---------------- | ------------------ |
| 1   | 246  | O be joyful in the Lord               | 100                            | ca. 20 min.      | ♫                  |
| 2   | 247  | In the Lord put I my trust            | 9, 11, 12, 13                  | ca. 20 min.      | ♫                  |
| 3   | 248  | Have mercy upon me                    | 51                             | ca. 20 min.      | ♫                  |
| 4   | 249b | O sing unto the Lord a new song       | 93, 96                         | ca. 15 min.      | ♫                  |
| 5   | 250a | I will magnify Thee                   | 144, 145                       | ca. 23 min.      | ♫                  |
| 6   | 251b | As pants the hart for cooling streams | 42                             | ca. 20 min.      | ♫                  |
| 7   | 252  | My song shall be alway                | 89                             | ca. 20 min.      | ♫                  |
| 8   | 253  | O come, let us sing unto the Lord     | 95, 96, 97, 99, 103            | ca. 30 min.      | ♫                  |
| 9   | 254  | O praise the Lord with one consent    | 117, 135, 148                  | ca. 25 min.      | ♫                  |
| 10  | 255  | The Lord is my light                  | 18, 20, 27, 28, 29, 30, 34, 45 | ca. 28 min.      | ♫                  |
| 11  | 256a | Let God arise                         | 68, 76                         | ca. 22 min.      | ♫                  |

## Rezeption
Romain Rolland urteilt in seinem Händel-Buch:

„Die Anthems (oder Psalmen) für Chandos sind für die späteren Händelschen Oratorien, was die italienischen Kantaten für die Opern sind: wundervolle Skizzen, epische Bruchstücke. In diesen religiösen Kantaten, für die Kapelle des Herzogs geschrieben, räumt Händel den Chören den ersten Platz ein, [...]“

In Konzert oder Gottesdienst sind die Anthems eher selten zu hören, dagegen liegen maßgebliche Einspielungen auf Vinyl oder CD vor, u. a. von:
- Kölner Akademie unter Michael Alexander Willens
- Chor und Orchester The Sixteen unter Harry Christophers
- The Choir of Trinity College, Cambridge, Orchestra of the Age of Enlightenment und Academy of Ancient Music unter Stephen Layton